# 羅莎琳德·麥吉
羅莎琳德·托伊·「羅茲」·麥吉（英語：Rosalind Toy "Roz" McGee；1937年8月16日—2015年6月16日），舊姓約翰遜（Johnson），是美國的民主黨政治人物及社區活動家，前猶他州眾議院議員。

## 生平
麥吉在北卡罗来纳州教堂山出生，後曾進入阿格尼斯斯科特學院，並在北卡罗来纳大学教堂山分校獲得學位。她與丈夫澤爾和家人居住在盐湖城，積極參與社區團體，並擔任猶他州兒童之聲的執行董事。
2003年她以民主黨黨員身分當選為猶他州眾議院第二十八選區議員，到2008年不再連任。至2015年6月16日在北卡罗来纳州教堂山逝世。